# Parigi-Nizza

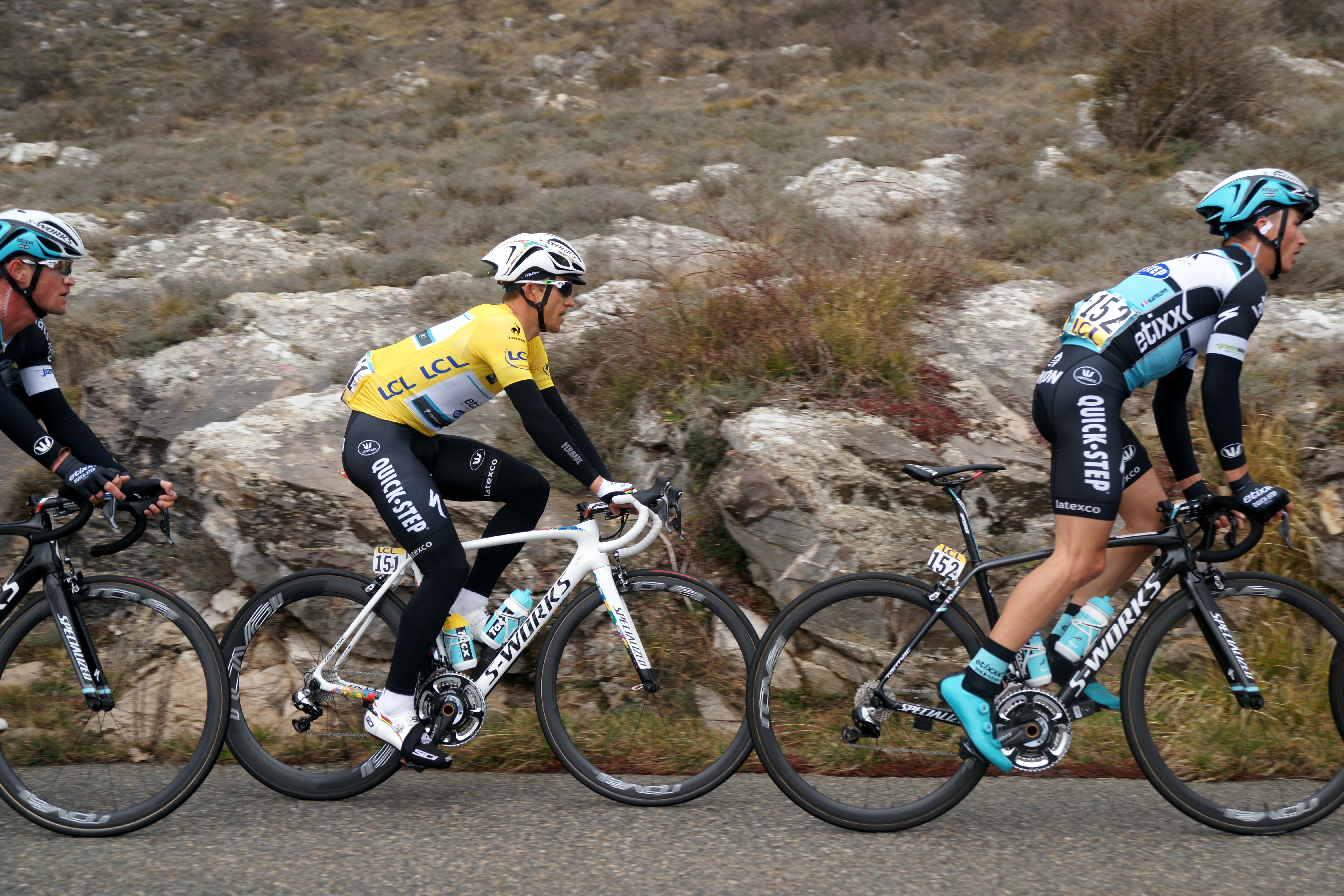
Parigi-Nizza 2015, salita al col de Vence

La Parigi-Nizza (fr. Paris-Nice) è una corsa a tappe maschile di ciclismo su strada  professionistico che si svolge ogni marzo tra Parigi e Nizza, in Francia. Conosciuta come "Corsa del sole", a causa del miglioramento meteorologico che normalmente accompagna la corsa nel passaggio dal nord al sud della Francia, dal 2005 al 2007 ha fatto parte del calendario dell'UCI ProTour, mentre dal 2009 è inserita nel circuito mondiale UCI. L'irlandese Sean Kelly è il primatista di vittorie, avendo vinto la corsa per sette edizioni consecutive, dal 1982 al 1988.

## Storia
La Parigi-Nizza venne creata nel 1933 da Albert Lejeune, direttore del quotidiano Le Petit Niçois: la prima edizione della corsa, tenutasi tra il 14 e il 19 marzo 1933, venne vinta dal belga Alphons Schepers. A causa della seconda guerra mondiale dal 1939 la corsa non fu più disputata fino al maggio del 1946, quando prese il via l'ottava edizione, seguita da un secondo periodo di interruzione.
Nel 1951 fu il giornalista Jean Leulliot, con l'associazione parigina "Monde 6", ad organizzare di nuovo la corsa, che da allora si disputò annualmente, come in origine, nel mese di marzo. Tra il 1951 e il 1953 prese il nome di Paris-Côte-d'Azur, tornando a quello originale nel 1954. Nell'edizione 1959 la corsa divenne eccezionalmente "Parigi-Nizza-Roma", con il prolungamento del percorso fino alla capitale italiana, in collaborazione con il Corriere dello Sport, per celebrare il gemellaggio Parigi-Roma e gli imminenti Giochi della XVII Olimpiade. Si trattò dell'edizione più lunga nella storia della corsa, con 1955 km percorsi in undici tappe, cinque delle quali in Italia. Il regolamento all'epoca proibiva di prolungare le corse a tappe, perciò in quella edizione la settima tappa, che doveva portare in Italia, partì da Mentone e non da Nizza e fu considerata come la prima tappa della corsa ad inviti Mentone-Roma, alla quale furono invitati tutti coloro che erano arrivati a Nizza.
Dal 1982 al 1999 Josette Leulliot, figlia di Jean Leulliot, assunse la direzione della corsa, passata poi a Laurent Fignon fino al 2001. Dal 2002 la competizione viene organizzata della Amaury Sport Organisation (ASO), la società che gestisce il Tour de France. In quell'anno viene rettificata la numerazione per le edizioni: il conteggio in precedenza annoverava infatti anche gli anni in cui la corsa non si era tenuta.
L'11 marzo 2003 è ricordato come uno dei giorni più tristi nella storia della competizione. Il kazako Andrej Kivilëv, in fuga assieme ad altri due corridori, cadde a terra battendo violentemente la testa (era senza casco): rimasto privo di sensi, venne trasportato all'ospedale di Saint-Chamond dove entrò in coma vigile; trasportato quindi all'ospedale di Saint-Étienne, morì il mattino del 12 marzo. La tappa di quel giorno venne neutralizzata, con i compagni di Kivilëv alla Cofidis a tagliare per primi il traguardo.
Nel 2005 la corsa entrò a far parte del circuito UCI ProTour, uscendone però un paio di anni dopo, in seguito a contrasti fra gli organizzatori e la dirigenza dell'Unione Ciclistica Internazionale; questi contrasti misero perfino a rischio lo svolgimento stesso dell'edizione 2008, alla fine confermata nonostante le minacce dell'UCI di imporre sanzioni ai corridori e alle squadre al via. Nel 2009 la corsa venne integrata nel calendario mondiale UCI, rinominato in UCI World Tour nel 2011. L'edizione 2010, vinta da Alberto Contador, vide la squalifica del secondo classificato Alejandro Valverde per violazione dei regolamenti antidoping.
L'edizione 2020 è stata caratterizzata dall'annullamento dell'ultima tappa a causa dalla Pandemia di COVID-19.

## Percorso
Nonostante il nome, la corsa non sempre inizia a Parigi, ma spesso parte da città limitrofe. Dal 1998 l'ultima tappa si conclude nella via più importante di Nizza, il Lungomare degli Inglesi (Promenade des Anglais). Precedentemente, dal 1973 al 1995, terminava con la cronoscalata del Col d'Èze, mentre nel 1996 e 1997 si concluse con una cronometro fra Antibes e Nizza.
In genere l'ultima o la penultima tappa hanno un percorso di montagna passando per La Turbie ed il Col d'Èze. Un altro arrivo abituale è il Mont Faron, nei pressi di Tolone.

## Albo d'oro
Aggiornato all'edizione 2025.
| Anno    | Vincitore               | Secondo                 | Terzo                  |
| ------- | ----------------------- | ----------------------- | ---------------------- |
| 1933    | Alphons Schepers        | Louis Hardiquest        | Benoît Fauré           |
| 1934    | Gaston Rebry            | Roger Lapébie           | Maurice Archambaud     |
| 1935    | René Vietto             | Antoine Dignef          | Raoul Lesueur          |
| 1936    | Maurice Archambaud      | Jean Fontenay           | Alfons Deloor          |
| 1937    | Roger Lapébie           | Sylvain Marcaillou      | Albert van Schendel    |
| 1938    | Jules Lowie             | Albertin Disseaux       | Albert van Schendel    |
| 1939    | Maurice Archambaud      | Frans Bonduel           | Gérard Desmet          |
| 1940-45 | non disputata           | non disputata           | non disputata          |
| 1946    | Fermo Camellini         | Maurice De Muer         | Frans Bonduel          |
| 1947-50 | non disputata           | non disputata           | non disputata          |
| 1951    | Roger Decock            | Lucien Teisseire        | Kléber Piot            |
| 1952    | Louison Bobet           | Donato Zampini          | Raymond Impanis        |
| 1953    | Jean-Pierre Munch       | Roger Walkowiak         | Roger Bertaz           |
| 1954    | Raymond Impanis         | Nello Lauredi           | Francis Anastasi       |
| 1955    | Jean Bobet              | Pierre Molinéris        | Bernard Gauthier       |
| 1956    | Alfred De Bruyne        | Pierre Barbotin         | François Mahé          |
| 1957    | Jacques Anquetil        | Désiré Keteleer         | Jean Brankart          |
| 1958    | Alfred De Bruyne        | Pasquale Fornara        | Germain Derycke        |
| 1959    | Jean Graczyk            | Gérard Saint            | Pierino Baffi          |
| 1960    | Raymond Impanis         | François Mahé           | Robert Cazala          |
| 1961    | Jacques Anquetil        | Joseph Groussard        | Joseph Planckaert      |
| 1962    | Joseph Planckaert       | Tom Simpson             | Rolf Wolfshohl         |
| 1963    | Jacques Anquetil        | Rudi Altig              | Rik Van Looy           |
| 1964    | Jan Janssen             | Jean-Claude Annaert     | Jean Forestier         |
| 1965    | Jacques Anquetil        | Rudi Altig              | Italo Zilioli          |
| 1966    | Jacques Anquetil        | Raymond Poulidor        | Vittorio Adorni        |
| 1967    | Tom Simpson             | Bernard Guyot           | Rolf Wolfshohl         |
| 1968    | Rolf Wolfshohl          | Ferdinand Bracke        | Jean-Louis Bodin       |
| 1969    | Eddy Merckx             | Raymond Poulidor        | Jacques Anquetil       |
| 1970    | Eddy Merckx             | Luis Ocaña              | Jan Janssen            |
| 1971    | Eddy Merckx             | Gösta Pettersson        | Luis Ocaña             |
| 1972    | Raymond Poulidor        | Eddy Merckx             | Luis Ocaña             |
| 1973    | Raymond Poulidor        | Joop Zoetemelk          | Eddy Merckx            |
| 1974    | Joop Zoetemelk          | Alain Santy             | Eddy Merckx            |
| 1975    | Joop Zoetemelk          | Eddy Merckx             | Gerrie Knetemann       |
| 1976    | Michel Laurent          | Hennie Kuiper           | Luis Ocaña             |
| 1977    | Freddy Maertens         | Gerrie Knetemann        | Jean-Luc Vandenbroucke |
| 1978    | Gerrie Knetemann        | Bernard Hinault         | Joop Zoetemelk         |
| 1979    | Joop Zoetemelk          | Sven-Åke Nilsson        | Gerrie Knetemann       |
| 1980    | Gilbert Duclos-Lassalle | Stephan Mutter          | Gerrie Knetemann       |
| 1981    | Stephen Roche           | Adrie van der Poel      | Fons De Wolf           |
| 1982    | Sean Kelly              | Gilbert Duclos-Lassalle | Jean-Luc Vandenbroucke |
| 1983    | Sean Kelly              | Jean-Marie Grezet       | Steven Rooks           |
| 1984    | Sean Kelly              | Stephen Roche           | Bernard Hinault        |
| 1985    | Sean Kelly              | Stephen Roche           | Frédéric Vichot        |
| 1986    | Sean Kelly              | Urs Zimmermann          | Greg LeMond            |
| 1987    | Sean Kelly              | Jean-François Bernard   | Laurent Fignon         |
| 1988    | Sean Kelly              | Ronan Pensec            | Julián Gorospe         |
| 1989    | Miguel Indurain         | Stephen Roche           | Marc Madiot            |
| 1990    | Miguel Indurain         | Stephen Roche           | Luc Leblanc            |
| 1991    | Tony Rominger           | Laurent Jalabert        | Martial Gayant         |
| 1992    | Jean-François Bernard   | Tony Rominger           | Miguel Indurain        |
| 1993    | Alex Zülle              | Laurent Bezault         | Pascal Lance           |
| 1994    | Tony Rominger           | Jesús Montoya           | Vjačeslav Ekimov       |
| 1995    | Laurent Jalabert        | Vladislav Bobrik        | Alex Zülle             |
| 1996    | Laurent Jalabert        | Lance Armstrong         | Chris Boardman         |
| 1997    | Laurent Jalabert        | Laurent Dufaux          | Santiago Blanco        |
| 1998    | Frank Vandenbroucke     | Laurent Jalabert        | Marcelino García       |
| 1999    | Michael Boogerd         | Markus Zberg            | Santiago Botero        |
| 2000    | Andreas Klöden          | Laurent Brochard        | Francisco Mancebo      |
| 2001    | Dario Frigo             | Raimondas Rumšas        | Peter Van Petegem      |
| 2002    | Aleksandr Vinokurov     | Sandy Casar             | Laurent Jalabert       |
| 2003    | Aleksandr Vinokurov     | Mikel Zarrabeitia       | Davide Rebellin        |
| 2004    | Jörg Jaksche            | Davide Rebellin         | Bobby Julich           |
| 2005    | Bobby Julich            | Alejandro Valverde      | Constantino Zaballa    |
| 2006    | Floyd Landis            | Francisco Vila          | Antonio Colom          |
| 2007    | Alberto Contador        | Davide Rebellin         | Luis León Sánchez      |
| 2008    | Davide Rebellin         | Rinaldo Nocentini       | Jaroslav Popovyč       |
| 2009    | Luis León Sánchez       | Fränk Schleck           | Sylvain Chavanel       |
| 2010    | Alberto Contador        | Luis León Sánchez       | Roman Kreuziger        |
| 2011    | Tony Martin             | Andreas Klöden          | Bradley Wiggins        |
| 2012    | Bradley Wiggins         | Lieuwe Westra           | Alejandro Valverde     |
| 2013    | Richie Porte            | Andrew Talansky         | Jean-Christophe Péraud |
| 2014    | Carlos Alberto Betancur | Rui Costa               | Arthur Vichot          |
| 2015    | Richie Porte            | Michał Kwiatkowski      | Simon Špilak           |
| 2016    | Geraint Thomas          | Alberto Contador        | Richie Porte           |
| 2017    | Sergio Henao            | Alberto Contador        | Daniel Martin          |
| 2018    | Marc Soler              | Simon Yates             | Gorka Izagirre         |
| 2019    | Egan Bernal             | Nairo Quintana          | Michał Kwiatkowski     |
| 2020    | Maximilian Schachmann   | Tiesj Benoot            | Sergio Higuita         |
| 2021    | Maximilian Schachmann   | Aleksandr Vlasov        | Ion Izagirre           |
| 2022    | Primož Roglič           | Simon Yates             | Daniel Martínez        |
| 2023    | Tadej Pogačar           | David Gaudu             | Jonas Vingegaard       |
| 2024    | Matteo Jorgenson        | Remco Evenepoel         | Brandon McNulty        |
| 2025    | Matteo Jorgenson        | Florian Lipowitz        | Thymen Arensman        |

## Statistiche

### Vittorie per nazione
Aggiornato all'edizione 2025.
| Pos. | Nazione       | Vittorie |
| ---- | ------------- | -------- |
| 1    | Francia       | 21       |
| 2    | Belgio        | 14       |
| 3    | Irlanda       | 8        |
| 4    | Paesi Bassi   | 6        |
| 4    | Spagna        | 6        |
| 4    | Germania      | 6        |
| 7    | Stati Uniti   | 4        |
| 8    | Colombia      | 3        |
| 8    | Gran Bretagna | 3        |
| 8    | Italia        | 3        |
| 8    | Svizzera      | 3        |
| 12   | Australia     | 2        |
| 12   | Kazakistan    | 2        |
| 12   | Slovenia      | 2        |